# Санта Марија (Вибо Валенција)
Санта Марија је насеље у Италији у округу Вибо Валенција, региону Калабрија.
Према процени из 2011. у насељу је живело 105 становника. Насеље се налази на надморској висини од 24 м.